# Tibeticola
Tibeticola es un género de bacterias gramnegativas de la familia Comamonadaceae. Actualmente sólo contiene una especie: Tibeticola sediminis. Fue descrita en el año 2017. Su etimología hace referencia al Tibet. El nombre de la especie hace referencia a sedimento. Es termófila, aerobia y móvil por flagelo polar. Catalasa y oxidasa positivas. Tiene un tamaño de 0,38-0,46 μm de ancho por 1,87-2,75 μm de largo. Temperatura de crecimiento entre 30-55 °C, óptima de 37-45 °C. Tiene un contenido de G+C de 68,3-68,7%. Se ha aislado de sedimentos en una fuente termal en el Tibet. También se ha detectado en comunidades microbianas asociadas a plásticos en profundidades marinas.